# Karthaus Xanten
Das Karthaus Xanten ist ein ehemaliges Kloster der Kartäuser in Xanten. Dabei entstand die Kartause ursprünglich 1417 in Flüren bei Wesel, wurde jedoch 1628 nach Xanten verlegt.

## Geschichte

Das Karthaus, im Hintergrund die Stiftskirche St. Viktor

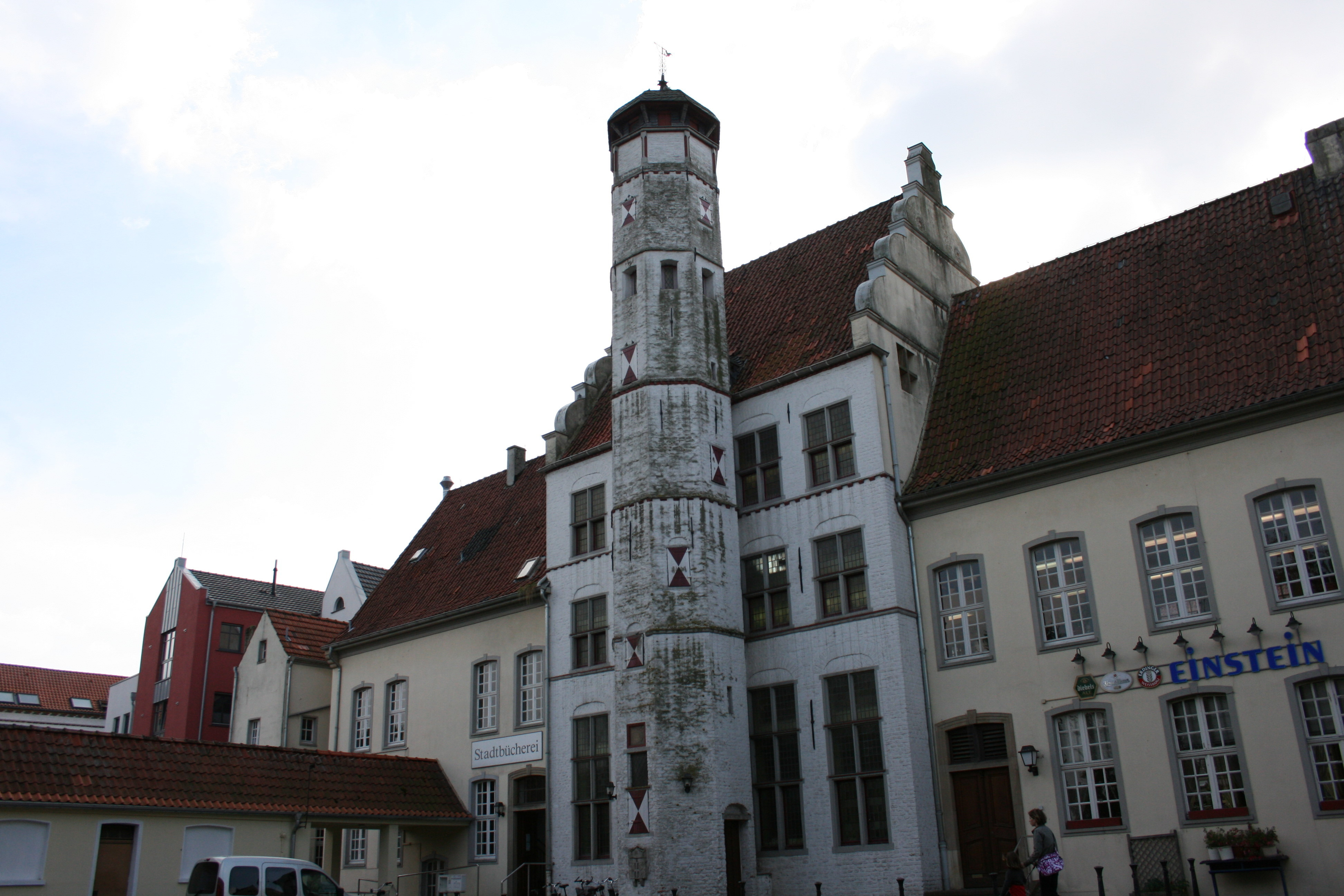
Das Karthaus heute, Hofseite

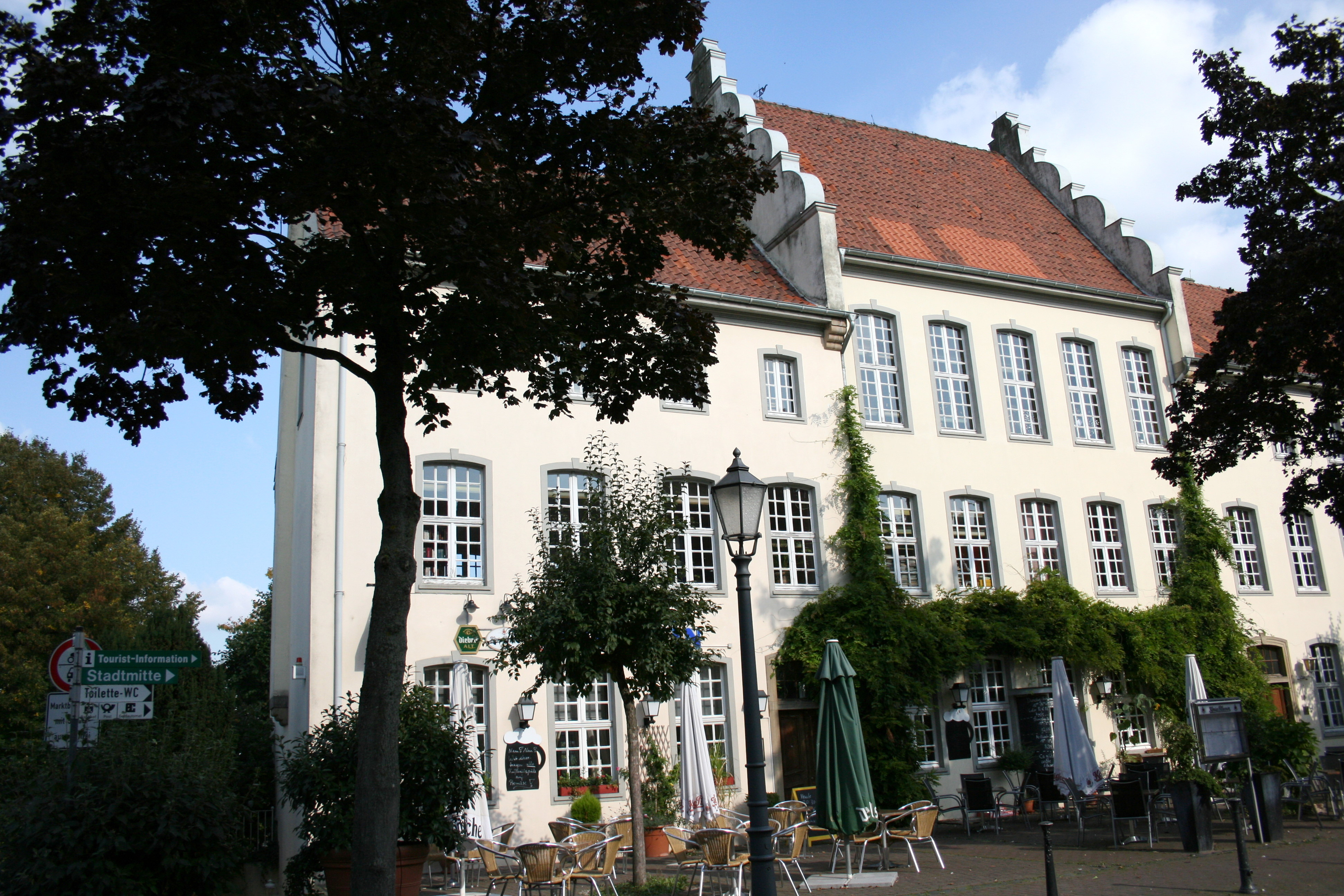
Restaurant mit Außenbedienung

Die Gründung der Kartause Xanten geht auf Herzog Adolf von Kleve zurück, der ab dem 6. August 1417 auf der Rheininsel op der Graven (Gravinsel) in Flüren bei Wesel ein Kloster für 12 Mönche errichten ließ und es am 2. Februar 1419 den Ordensangehörigen der Kartäuser stiftete. Bereits am 11. Juni 1418 waren Johan van Delden als Rektor und Albert Kivel dorthin geschickt worden, im Folgenden erklärte sich das Generalkapitel der Kartäuser jedoch nicht mit der Stiftung einverstanden. Erst als Herzog Adolf den Stiftungsbetrag von 10.000 auf 15.000 Goldschilde (scuta aurea) erhöhte, wurde die Stiftungsurkunde am 2. Februar 1419 überreicht. Im Stiftungsbrief wurde ebenfalls die Benennung der Insel als insula reginae caeli (deutsch: Insel der Himmelskönigin, genannt ‚Unserer Frauen Ward‘) festgelegt sowie das Kloster Maria, Johannes dem Täufer und dem Evangelisten Johannes geweiht. Die gerichtliche Übereignung fand am 7. Januar 1420 statt. Im selben Jahr wurde das Kloster offiziell in den Orden der Kartäuser aufgenommen und Johan van Delden zum Prior gewählt; kurz darauf wurde das Kloster erweitert und bot Platz für 24 Ordensangehörige. Als Herzog Adolf, der das Kloster 1426 unter seinen persönlichen Schutz gestellt hatte, im Jahr 1448 verstarb, wurde er in der Klosterkirche beigesetzt.
Während des Achtzigjährigen Kriegs wurde das Kloster sowohl durch spanische als auch wenig später durch niederländische Truppen besetzt. Nachdem Wesel 1540 der Reformation beigetreten war, wurde das Kloster der katholischen Kartäuser 1583 bei Übergriffen durch evangelische Bürger teilweise beschädigt. Das notdürftig wieder hergerichtete Kloster wurde daraufhin 1587 abermals durch spanische Truppen besetzt, nachdem es im Jahr zuvor bereits durch englische Truppen eingenommen worden war. 1590 wurde das Kloster schließlich aufgegeben, nachdem bei der Entfestigung der Insel auf Wunsch der Stadt Wesel auch große Teile des Klosters zerstört worden waren. Die Gebeine des in der Klosterkirche bestatteten Herzog Adolf wurden daraufhin in das Dominikanerkloster in Wesel verbracht, in dem auch der Prior des aufgegebenen kartäusischen Klosters Unterkunft fand. Bereits nach kurzer Zeit wurde den Kartäusern jedoch ein Teil des nahe gelegenen Augustinerklosters zugewiesen.
Im Jahr 1628 verließen die Kartäuser Wesel aufgrund der religiösen Situation innerhalb des Stadtgebiets und ließen sich im wenige Kilometer entfernten Xanten nieder, obgleich die Stadtherren neben den bereits bestehenden Klöstern und dem Domkapitel kein weiteres Kloster in Xanten entstehen lassen wollten. Der Versuch, die Kartäuser durch ein Grunderwerbsverbot für Geistliche am Aufbau des Klosters zu hindern, scheiterte, als sich die brandenburgischen Landesherren für die Ansiedlung der Kartäuser aussprachen.
Am 9. Dezember konnte die so genannte „Bratenberg’sche Besitzung“ im Stadtzentrum, kurz darauf ein Haus in der Rheinstrasse sowie weitere Grundstücke erworben werden. Schließlich entstand ein Konvent mit 8 Zellen. Das „Karthaus“ wurde knapp 100 Meter abseits des Stiftskapitels bezogen. 1647 bekamen die Kartäuser die Erlaubnis zur Nutzung der St. Andreaskapelle, die Übergabe erfolgte am 6. Februar 1648 unter dem Vorbehalt, dass die Kapelle im Falle einer Aufgabe des Kartäuserklosters an das Viktorstift zurückfallen sollte. Zusätzlich sollte der Vikar dort eine wöchentliche Messe abhalten und die Kartäuser für die Instandhaltung der Kapelle sorgen. 1749 erwarb das Kartäuserkloster den Andreaskirchhof, den es in Absprache mit dem Viktorstift mit einer Mauer umgeben ließ, sowie zwei zusätzliche Gärten im Xanten ringförmig umgebenden Stadtpark.
Im Jahr 1802 wurde das Kloster schließlich im Zuge der Säkularisation unter Napoléon Bonaparte aufgehoben, die Klosterbibliothek an die Stiftsbibliothek Xanten überführt und die St. Andreaskapelle abgerissen. Die verbliebenen Kartäuser kehrten auf die Insel op der Graven zurück, wo Peter Etzweiler als letzter Angehöriger der Kartause 1835 im „Wardtmannshaus“ verstarb. Die Kartause Xanten gelangte in Privatbesitz und von dort in den Besitz der Stadt Xanten; während im unteren Teil des „Karthauses“ zum Ende des 20. Jahrhunderts die Gaststätte „Einstein“ eingerichtet wurde, beherbergten die oberen Stockwerke der Kartause die „Stadtbibliothek Xanten“.
Seit Dezember 2017 befindet sich im unteren Teil des Gebäudes eine Kombination aus Restaurant und Kneipe mit Außengastronomie.